# Big River (plaats in Californië)
Big River is een plaats (census-designated place) in de Amerikaanse staat Californië, en valt bestuurlijk gezien onder San Bernardino County.

## Demografie
Bij de volkstelling in 2000 werd het aantal inwoners vastgesteld op 1266.

## Geografie
Volgens het United States Census Bureau beslaat de plaats een oppervlakte van
29,7 km², waarvan 28,3 km² land en 1,4 km² water.

## Plaatsen in de nabije omgeving
De onderstaande figuur toont nabijgelegen plaatsen in een straal van 40 km rond Big River.